# Henri Gance

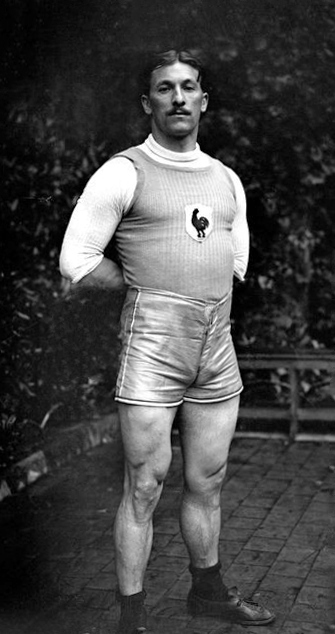
Henri Gance

Henri Gance (* 17. März 1888 in Paris; † 29. November 1953 ebenda) war ein französischer Gewichtheber. 

## Internationale Erfolge
- 1920, Goldmedaille, Olympische Spiele in Antwerpen, Mittelgewicht, mit 245 kg, vor Pietro Bianchi, Italien, 235 kg und Albert Pettersson, Schweden, 235 kg;